# Franz Xaver Hilz
Franz Xaver Hilz (* 5. November 1759 in Schönbrunn; † 1. November 1830 ebenda) war ein bayerischer Unternehmer und Politiker.

## Leben
Hilz wurde als Sohn des Glashüttenmeisters Josef Anton Hilz (1729–1781) auf dem Glashüttengut Schönbrunn geboren. Er entstammte einer bedeutenden altbayerischen Glashüttendynastie. Er führte nach dem Tod seines Vaters 1781 das Glashüttengut Schönbrunn. 1835 verkauften Franz Xaver Hilz jun. und seine fünf Geschwister das Glashüttengut an den bayerischen Staat.
Neben seiner kaufmännischen Tätigkeit war Hilz auch politisch tätig. Er wurde 1819 in das erste moderne bayerische Parlament, die Kammer der Abgeordneten gewählt. Am 1. Februar 1822 wurde er auf eigenen Wunsch wegen Gebrechlichkeit aus der Kammer entlassen.